# Tour de Guangxi de 2017
A 1.ª edição do Tour de Guangxi (oficialmente: "2017 Gree UCI World Tour Tour of Guangxi" e em mandarim "2017格力-环广西公路自行车世界巡回赛") foi uma corrida de ciclismo de estrada por etapas que se celebrou entre 19 e 24 de outubro de 2017 na República Popular da China com início na cidade de Beihai e final na cidade de Guilin sobre um percurso de 920,6 km.
A corrida fez parte do UCI World Tour de 2017, sendo a trigésima-sétima competição e última corrida do calendário de máxima categoria mundial.
A corrida foi vencida pelo corredor belga Tim Wellens da equipa Lotto Soudal, em segundo lugar Bauke Mollema (Trek-Segafredo) e em terceiro lugar Nicolas Roche (BMC Racing).

## Percorrido
O Tour de Guangxi dispôs de um percurso total de 920,6 quilómetros dividido em 6 etapas, a corrida decorreu de sul a norte sobre uma das regiões autónomas mais meridionais da China e fronteiriça com o Vietnã, com três jornadas para velocistas puros e outras mais três exigentes, iniciando desde a cidade costeira de Beihai na região Zhuang de Guangxi, até finalizar na cidade de Guilin.

## Equipas participantes
Tomaram parte na corrida 18 equipas: 16 de categoria UCI ProTeam; 2 de categoria Profissional Continental. Formando assim um pelotão de 126 ciclistas dos que acabaram 115. As equipas participantes foram:
| Equipes WorldTeam (16)- Astana - Bahrain-Merida - BMC Racing Team - Bora-Hansgrohe - Cannondale-Drapac - Dimension Data - Lotto-Soudal - Movistar Team - Orica-Scott - Quick-Step Floors - Katusha-Alpecin - Lotto NL-Jumbo - Sky - Team Sunweb - Trek-Segafredo - UAE Team Emirates Equipes profissionais Continentais (2)- Caja Rural-Seguros RGA - Nippo-Vini Fantini |
| |

## Etapas
| Etapa | Data    | Percurso                | type           | Distância (km) | Vencedor          | Líder geral      |
| ----- | ------- | ----------------------- | -------------- | -------------- | ----------------- | ---------------- |
| 1     | 19 out. | Beihai – Beihai         | etapa plana    | 107,4          | Fernando Gaviria  | Fernando Gaviria |
| 2     | 20 out. | Qinzhou – Nanning       | etapa plana    | 156,7          | Fernando Gaviria  | Fernando Gaviria |
| 3     | 21 out. | Nanning – Nanning       | etapa plana    | 125,3          | Fernando Gaviria  | Fernando Gaviria |
| 4     | 22 out. | Nanning – Mashan County | média montanha | 151            | Tim Wellens       | Tim Wellens      |
| 5     | 23 out. | Liuzhou – Guilin        | média montanha | 212,2          | Dylan Groenewegen | Tim Wellens      |
| 6     | 24 out. | Guilin – Guilin         | média montanha | 168            | Fernando Gaviria  | Tim Wellens      |

### 1.ª etapa
| Beihai - Beihai | etapa plana | (107,4 km) |

| \| Classificação por etapas \| Classificação por etapas \| Classificação por etapas \| Classificação por etapas \| Classificação por etapas \| \| Ciclista \| Ciclista \| Equipe \| Tempo \| \| \| ------------------------ \| ------------------------ \| ------------------------ \| ------------------------ \| ------------------------ \| \| 1. \| Fernando Gaviria \| Quick-Step Floors \| 2h20m01s \| \| \| 2. \| Dylan Groenewegen \| LottoNL-Jumbo \| + 0s \| \| \| 3. \| Pascal Ackermann \| Bora-Hansgrohe \| + 0s \| \| \| 4. \| Max Walscheid \| Team Sunweb \| + 0s \| \| \| 5. \| Wouter Wippert \| Cannondale-Drapac \| + 0s \| \| \| 6. \| Andrea Guardini \| UAE Team Emirates \| + 0s \| \| \| 7. \| Danny van Poppel \| Team Sky \| + 0s \| \| \| 8. \| Dylan Page \| Caja Rural-Seguros RGA \| + 0s \| \| \| 9. \| Rick Zabel \| Katusha-Alpecin \| + 0s \| \| \| 10. \| Moreno Hofland \| Lotto-Soudal \| + 0s \| \| |                   |                        |          |
| |                   |                        |          |
| Fonte: ProCyclingStats |                   |                        |          |
| Classificação por etapas |                   |                        |          |
| Ciclista | Ciclista          | Equipe                 | Tempo    |
| 1. | Fernando Gaviria  | Quick-Step Floors      | 2h20m01s |
| 2. | Dylan Groenewegen | LottoNL-Jumbo          | + 0s     |
| 3. | Pascal Ackermann  | Bora-Hansgrohe         | + 0s     |
| 4. | Max Walscheid     | Team Sunweb            | + 0s     |
| 5. | Wouter Wippert    | Cannondale-Drapac      | + 0s     |
| 6. | Andrea Guardini   | UAE Team Emirates      | + 0s     |
| 7. | Danny van Poppel  | Team Sky               | + 0s     |
| 8. | Dylan Page        | Caja Rural-Seguros RGA | + 0s     |
| 9. | Rick Zabel        | Katusha-Alpecin        | + 0s     |
| 10. | Moreno Hofland    | Lotto-Soudal           | + 0s     |

| \| Classificação geral \| Classificação geral \| Classificação geral \| Classificação geral \| Classificação geral \| \| Ciclista \| Ciclista \| Equipe \| Tempo \| \| \| ------------------- \| ------------------- \| ------------------- \| ------------------- \| ------------------- \| \| 1. \| Fernando Gaviria \| Quick-Step Floors \| 2h19m51s \| \| \| 2. \| Silvan Dillier \| BMC Racing Team \| + 1s \| \| \| 3. \| Dylan Groenewegen \| LottoNL-Jumbo \| + 4s \| \| \| 4. \| Pascal Ackermann \| Bora-Hansgrohe \| + 6s \| \| \| 5. \| Andriy Hrivko \| Astana \| + 6s \| \| \| 6. \| Rémi Cavagna \| Quick-Step Floors \| + 7s \| \| \| 7. \| Nicolas Dougall \| Dimension Data \| + 8s \| \| \| 8. \| Max Walscheid \| Team Sunweb \| + 10s \| \| \| 9. \| Wouter Wippert \| Cannondale-Drapac \| + 10s \| \| \| 10. \| Andrea Guardini \| UAE Team Emirates \| + 10s \| \| |                   |                   |          |
| |                   |                   |          |
| Fonte: ProCyclingStats |                   |                   |          |
| Classificação geral |                   |                   |          |
| Ciclista | Ciclista          | Equipe            | Tempo    |
| 1. | Fernando Gaviria  | Quick-Step Floors | 2h19m51s |
| 2. | Silvan Dillier    | BMC Racing Team   | + 1s     |
| 3. | Dylan Groenewegen | LottoNL-Jumbo     | + 4s     |
| 4. | Pascal Ackermann  | Bora-Hansgrohe    | + 6s     |
| 5. | Andriy Hrivko     | Astana            | + 6s     |
| 6. | Rémi Cavagna      | Quick-Step Floors | + 7s     |
| 7. | Nicolas Dougall   | Dimension Data    | + 8s     |
| 8. | Max Walscheid     | Team Sunweb       | + 10s    |
| 9. | Wouter Wippert    | Cannondale-Drapac | + 10s    |
| 10. | Andrea Guardini   | UAE Team Emirates | + 10s    |

### 2.ª etapa
| Qinzhou - Nanning | etapa plana | (156,7 km) |

| \| Classificação por etapas \| Classificação por etapas \| Classificação por etapas \| Classificação por etapas \| Classificação por etapas \| \| Ciclista \| Ciclista \| Equipe \| Tempo \| \| \| ------------------------ \| ------------------------ \| ------------------------ \| ------------------------ \| ------------------------ \| \| 1. \| Fernando Gaviria \| Quick-Step Floors \| 3h43m54s \| \| \| 2. \| Max Walscheid \| Team Sunweb \| + 0s \| \| \| 3. \| Wouter Wippert \| Cannondale-Drapac \| + 0s \| \| \| 4. \| Matteo Pelucchi \| Bora-Hansgrohe \| + 0s \| \| \| 5. \| Mekseb Debesay \| Dimension Data \| + 0s \| \| \| 6. \| Magnus Cort \| Orica-Scott \| + 0s \| \| \| 7. \| Sonny Colbrelli \| Bahrain-Merida \| + 0s \| \| \| 8. \| Federico Zurlo \| UAE Team Emirates \| + 0s \| \| \| 9. \| Daniel Oss \| BMC Racing Team \| + 0s \| \| \| 10. \| Giacomo Nizzolo \| Trek-Segafredo \| + 0s \| \| |                  |                   |          |
| |                  |                   |          |
| Fonte: ProCyclingStats |                  |                   |          |
| Classificação por etapas |                  |                   |          |
| Ciclista | Ciclista         | Equipe            | Tempo    |
| 1. | Fernando Gaviria | Quick-Step Floors | 3h43m54s |
| 2. | Max Walscheid    | Team Sunweb       | + 0s     |
| 3. | Wouter Wippert   | Cannondale-Drapac | + 0s     |
| 4. | Matteo Pelucchi  | Bora-Hansgrohe    | + 0s     |
| 5. | Mekseb Debesay   | Dimension Data    | + 0s     |
| 6. | Magnus Cort      | Orica-Scott       | + 0s     |
| 7. | Sonny Colbrelli  | Bahrain-Merida    | + 0s     |
| 8. | Federico Zurlo   | UAE Team Emirates | + 0s     |
| 9. | Daniel Oss       | BMC Racing Team   | + 0s     |
| 10. | Giacomo Nizzolo  | Trek-Segafredo    | + 0s     |

| \| Classificação geral \| Classificação geral \| Classificação geral \| Classificação geral \| Classificação geral \| \| Ciclista \| Ciclista \| Equipe \| Tempo \| \| \| ------------------- \| ------------------- \| ---------------------- \| ------------------- \| ------------------- \| \| 1. \| Fernando Gaviria \| Quick-Step Floors \| 6h03m35s \| \| \| 2. \| Silvan Dillier \| BMC Racing Team \| + 5s \| \| \| 3. \| Max Walscheid \| Team Sunweb \| + 14s \| \| \| 4. \| Dylan Groenewegen \| LottoNL-Jumbo \| + 14s \| \| \| 5. \| Wouter Wippert \| Cannondale-Drapac \| + 16s \| \| \| 6. \| Andriy Hrivko \| Astana \| + 16s \| \| \| 7. \| Pascal Ackermann \| Bora-Hansgrohe \| + 16s \| \| \| 8. \| Wilco Kelderman \| Team Sunweb \| + 17s \| \| \| 9. \| Rémi Cavagna \| Quick-Step Floors \| + 17s \| \| \| 10. \| Jonathan Lastra \| Caja Rural-Seguros RGA \| + 17s \| \| |                   |                        |          |
| |                   |                        |          |
| Fonte: ProCyclingStats |                   |                        |          |
| Classificação geral |                   |                        |          |
| Ciclista | Ciclista          | Equipe                 | Tempo    |
| 1. | Fernando Gaviria  | Quick-Step Floors      | 6h03m35s |
| 2. | Silvan Dillier    | BMC Racing Team        | + 5s     |
| 3. | Max Walscheid     | Team Sunweb            | + 14s    |
| 4. | Dylan Groenewegen | LottoNL-Jumbo          | + 14s    |
| 5. | Wouter Wippert    | Cannondale-Drapac      | + 16s    |
| 6. | Andriy Hrivko     | Astana                 | + 16s    |
| 7. | Pascal Ackermann  | Bora-Hansgrohe         | + 16s    |
| 8. | Wilco Kelderman   | Team Sunweb            | + 17s    |
| 9. | Rémi Cavagna      | Quick-Step Floors      | + 17s    |
| 10. | Jonathan Lastra   | Caja Rural-Seguros RGA | + 17s    |

### 3.ª etapa
| Nanning - Nanning | etapa plana | (125,3 km) |

| \| Classificação por etapas \| Classificação por etapas \| Classificação por etapas \| Classificação por etapas \| Classificação por etapas \| \| Ciclista \| Ciclista \| Equipe \| Tempo \| \| \| ------------------------ \| ------------------------ \| ------------------------ \| ------------------------ \| ------------------------ \| \| 1. \| Fernando Gaviria \| Quick-Step Floors \| 2h41m57s \| \| \| 2. \| Max Walscheid \| Team Sunweb \| + 0s \| \| \| 3. \| Magnus Cort \| Orica-Scott \| + 0s \| \| \| 4. \| Niccolò Bonifazio \| Bahrain-Merida \| + 0s \| \| \| 5. \| Wouter Wippert \| Cannondale-Drapac \| + 0s \| \| \| 6. \| Dylan Page \| Caja Rural-Seguros RGA \| + 0s \| \| \| 7. \| Matteo Pelucchi \| Bora-Hansgrohe \| + 0s \| \| \| 8. \| Andrea Guardini \| UAE Team Emirates \| + 0s \| \| \| 9. \| Moreno Hofland \| Lotto-Soudal \| + 0s \| \| \| 10. \| Bernhard Eisel \| Dimension Data \| + 0s \| \| |                   |                        |          |
| |                   |                        |          |
| Fonte: ProCyclingStats |                   |                        |          |
| Classificação por etapas |                   |                        |          |
| Ciclista | Ciclista          | Equipe                 | Tempo    |
| 1. | Fernando Gaviria  | Quick-Step Floors      | 2h41m57s |
| 2. | Max Walscheid     | Team Sunweb            | + 0s     |
| 3. | Magnus Cort       | Orica-Scott            | + 0s     |
| 4. | Niccolò Bonifazio | Bahrain-Merida         | + 0s     |
| 5. | Wouter Wippert    | Cannondale-Drapac      | + 0s     |
| 6. | Dylan Page        | Caja Rural-Seguros RGA | + 0s     |
| 7. | Matteo Pelucchi   | Bora-Hansgrohe         | + 0s     |
| 8. | Andrea Guardini   | UAE Team Emirates      | + 0s     |
| 9. | Moreno Hofland    | Lotto-Soudal           | + 0s     |
| 10. | Bernhard Eisel    | Dimension Data         | + 0s     |

| \| Classificação geral \| Classificação geral \| Classificação geral \| Classificação geral \| Classificação geral \| \| Ciclista \| Ciclista \| Equipe \| Tempo \| \| \| ------------------- \| ------------------- \| ------------------- \| ------------------- \| ------------------- \| \| 1. \| Fernando Gaviria \| Quick-Step Floors \| 8h45m22s \| \| \| 2. \| Silvan Dillier \| BMC Racing Team \| + 13s \| \| \| 3. \| Max Walscheid \| Team Sunweb \| + 18s \| \| \| 4. \| Dylan Groenewegen \| LottoNL-Jumbo \| + 24s \| \| \| 5. \| Wouter Wippert \| Cannondale-Drapac \| + 26s \| \| \| 6. \| Magnus Cort \| Orica-Scott \| + 26s \| \| \| 7. \| Pascal Ackermann \| Bora-Hansgrohe \| + 26s \| \| \| 8. \| Andriy Hrivko \| Astana \| + 26s \| \| \| 9. \| Wilco Kelderman \| Team Sunweb \| + 27s \| \| \| 10. \| Julian Alaphilippe \| Quick-Step Floors \| + 27s \| \| |                    |                   |          |
| |                    |                   |          |
| Fonte: ProCyclingStats |                    |                   |          |
| Classificação geral |                    |                   |          |
| Ciclista | Ciclista           | Equipe            | Tempo    |
| 1. | Fernando Gaviria   | Quick-Step Floors | 8h45m22s |
| 2. | Silvan Dillier     | BMC Racing Team   | + 13s    |
| 3. | Max Walscheid      | Team Sunweb       | + 18s    |
| 4. | Dylan Groenewegen  | LottoNL-Jumbo     | + 24s    |
| 5. | Wouter Wippert     | Cannondale-Drapac | + 26s    |
| 6. | Magnus Cort        | Orica-Scott       | + 26s    |
| 7. | Pascal Ackermann   | Bora-Hansgrohe    | + 26s    |
| 8. | Andriy Hrivko      | Astana            | + 26s    |
| 9. | Wilco Kelderman    | Team Sunweb       | + 27s    |
| 10. | Julian Alaphilippe | Quick-Step Floors | + 27s    |

### 4.ª etapa
| Nanning - Mashan County | média montanha | (151 km) |

| \| Classificação por etapas \| Classificação por etapas \| Classificação por etapas \| Classificação por etapas \| Classificação por etapas \| \| Ciclista \| Ciclista \| Equipe \| Tempo \| \| \| ------------------------ \| ------------------------ \| ------------------------ \| ------------------------ \| ------------------------ \| \| 1. \| Tim Wellens \| Lotto-Soudal \| 3h23m18s \| \| \| 2. \| Bauke Mollema \| Trek-Segafredo \| + 0s \| \| \| 3. \| Nicolas Roche \| BMC Racing Team \| + 4s \| \| \| 4. \| Julian Alaphilippe \| Quick-Step Floors \| + 6s \| \| \| 5. \| Ben Hermans \| BMC Racing Team \| + 6s \| \| \| 6. \| Wout Poels \| Team Sky \| + 12s \| \| \| 7. \| Matej Mohorič \| UAE Team Emirates \| + 12s \| \| \| 8. \| Rein Taaramäe \| Katusha-Alpecin \| + 17s \| \| \| 9. \| Mekseb Debesay \| Dimension Data \| + 20s \| \| \| 10. \| Rémi Cavagna \| Quick-Step Floors \| + 22s \| \| |                    |                   |          |
| |                    |                   |          |
| Fonte: ProCyclingStats |                    |                   |          |
| Classificação por etapas |                    |                   |          |
| Ciclista | Ciclista           | Equipe            | Tempo    |
| 1. | Tim Wellens        | Lotto-Soudal      | 3h23m18s |
| 2. | Bauke Mollema      | Trek-Segafredo    | + 0s     |
| 3. | Nicolas Roche      | BMC Racing Team   | + 4s     |
| 4. | Julian Alaphilippe | Quick-Step Floors | + 6s     |
| 5. | Ben Hermans        | BMC Racing Team   | + 6s     |
| 6. | Wout Poels         | Team Sky          | + 12s    |
| 7. | Matej Mohorič      | UAE Team Emirates | + 12s    |
| 8. | Rein Taaramäe      | Katusha-Alpecin   | + 17s    |
| 9. | Mekseb Debesay     | Dimension Data    | + 20s    |
| 10. | Rémi Cavagna       | Quick-Step Floors | + 22s    |

| \| Classificação geral \| Classificação geral \| Classificação geral \| Classificação geral \| Classificação geral \| \| Ciclista \| Ciclista \| Equipe \| Tempo \| \| \| ------------------- \| ------------------- \| ------------------- \| ------------------- \| ------------------- \| \| 1. \| Tim Wellens \| Lotto-Soudal \| 12h09m00s \| \| \| 2. \| Bauke Mollema \| Trek-Segafredo \| + 4s \| \| \| 3. \| Nicolas Roche \| BMC Racing Team \| + 9s \| \| \| 4. \| Julian Alaphilippe \| Quick-Step Floors \| + 13s \| \| \| 5. \| Ben Hermans \| BMC Racing Team \| + 16s \| \| \| 6. \| Matej Mohorič \| UAE Team Emirates \| + 22s \| \| \| 7. \| Wout Poels \| Team Sky \| + 22s \| \| \| 8. \| Silvan Dillier \| BMC Racing Team \| + 27s \| \| \| 9. \| Rein Taaramäe \| Katusha-Alpecin \| + 27s \| \| \| 10. \| Rémi Cavagna \| Quick-Step Floors \| + 29s \| \| |                    |                   |           |
| |                    |                   |           |
| Fonte: ProCyclingStats |                    |                   |           |
| Classificação geral |                    |                   |           |
| Ciclista | Ciclista           | Equipe            | Tempo     |
| 1. | Tim Wellens        | Lotto-Soudal      | 12h09m00s |
| 2. | Bauke Mollema      | Trek-Segafredo    | + 4s      |
| 3. | Nicolas Roche      | BMC Racing Team   | + 9s      |
| 4. | Julian Alaphilippe | Quick-Step Floors | + 13s     |
| 5. | Ben Hermans        | BMC Racing Team   | + 16s     |
| 6. | Matej Mohorič      | UAE Team Emirates | + 22s     |
| 7. | Wout Poels         | Team Sky          | + 22s     |
| 8. | Silvan Dillier     | BMC Racing Team   | + 27s     |
| 9. | Rein Taaramäe      | Katusha-Alpecin   | + 27s     |
| 10. | Rémi Cavagna       | Quick-Step Floors | + 29s     |

### 5.ª etapa
| Liuzhou - Guilin | média montanha | (212,2 km) |

| \| Classificação por etapas \| Classificação por etapas \| Classificação por etapas \| Classificação por etapas \| Classificação por etapas \| \| Ciclista \| Ciclista \| Equipe \| Tempo \| \| \| ------------------------ \| ------------------------ \| ------------------------ \| ------------------------ \| ------------------------ \| \| 1. \| Dylan Groenewegen \| LottoNL-Jumbo \| 5h04m21s \| \| \| 2. \| Fernando Gaviria \| Quick-Step Floors \| + 0s \| \| \| 3. \| Magnus Cort \| Orica-Scott \| + 0s \| \| \| 4. \| Mike Teunissen \| Team Sunweb \| + 0s \| \| \| 5. \| Pierpaolo De Negri \| Nippo-Vini Fantini \| + 0s \| \| \| 6. \| Roger Kluge \| Orica-Scott \| + 0s \| \| \| 7. \| Sonny Colbrelli \| Bahrain-Merida \| + 0s \| \| \| 8. \| Wouter Wippert \| Cannondale-Drapac \| + 0s \| \| \| 9. \| Rick Zabel \| Katusha-Alpecin \| + 0s \| \| \| 10. \| Tosh Van der Sande \| Lotto-Soudal \| + 0s \| \| |                    |                    |          |
| |                    |                    |          |
| Fonte: ProCyclingStats |                    |                    |          |
| Classificação por etapas |                    |                    |          |
| Ciclista | Ciclista           | Equipe             | Tempo    |
| 1. | Dylan Groenewegen  | LottoNL-Jumbo      | 5h04m21s |
| 2. | Fernando Gaviria   | Quick-Step Floors  | + 0s     |
| 3. | Magnus Cort        | Orica-Scott        | + 0s     |
| 4. | Mike Teunissen     | Team Sunweb        | + 0s     |
| 5. | Pierpaolo De Negri | Nippo-Vini Fantini | + 0s     |
| 6. | Roger Kluge        | Orica-Scott        | + 0s     |
| 7. | Sonny Colbrelli    | Bahrain-Merida     | + 0s     |
| 8. | Wouter Wippert     | Cannondale-Drapac  | + 0s     |
| 9. | Rick Zabel         | Katusha-Alpecin    | + 0s     |
| 10. | Tosh Van der Sande | Lotto-Soudal       | + 0s     |

| \| Classificação geral \| Classificação geral \| Classificação geral \| Classificação geral \| Classificação geral \| \| Ciclista \| Ciclista \| Equipe \| Tempo \| \| \| ------------------- \| ------------------- \| ------------------- \| ------------------- \| ------------------- \| \| 1. \| Tim Wellens \| Lotto-Soudal \| 17h13m19s \| \| \| 2. \| Bauke Mollema \| Trek-Segafredo \| + 6s \| \| \| 3. \| Nicolas Roche \| BMC Racing Team \| + 11s \| \| \| 4. \| Julian Alaphilippe \| Quick-Step Floors \| + 15s \| \| \| 5. \| Ben Hermans \| BMC Racing Team \| + 18s \| \| \| 6. \| Matej Mohorič \| UAE Team Emirates \| + 24s \| \| \| 7. \| Wout Poels \| Team Sky \| + 24s \| \| \| 8. \| Silvan Dillier \| BMC Racing Team \| + 29s \| \| \| 9. \| Rein Taaramäe \| Katusha-Alpecin \| + 29s \| \| \| 10. \| Mekseb Debesay \| Dimension Data \| + 31s \| \| |                    |                   |           |
| |                    |                   |           |
| Fonte: ProCyclingStats |                    |                   |           |
| Classificação geral |                    |                   |           |
| Ciclista | Ciclista           | Equipe            | Tempo     |
| 1. | Tim Wellens        | Lotto-Soudal      | 17h13m19s |
| 2. | Bauke Mollema      | Trek-Segafredo    | + 6s      |
| 3. | Nicolas Roche      | BMC Racing Team   | + 11s     |
| 4. | Julian Alaphilippe | Quick-Step Floors | + 15s     |
| 5. | Ben Hermans        | BMC Racing Team   | + 18s     |
| 6. | Matej Mohorič      | UAE Team Emirates | + 24s     |
| 7. | Wout Poels         | Team Sky          | + 24s     |
| 8. | Silvan Dillier     | BMC Racing Team   | + 29s     |
| 9. | Rein Taaramäe      | Katusha-Alpecin   | + 29s     |
| 10. | Mekseb Debesay     | Dimension Data    | + 31s     |

### 6.ª etapa
| Guilin - Guilin | média montanha | (168 km) |

| \| Classificação por etapas \| Classificação por etapas \| Classificação por etapas \| Classificação por etapas \| Classificação por etapas \| \| Ciclista \| Ciclista \| Equipe \| Tempo \| \| \| ------------------------ \| ------------------------ \| ------------------------ \| ------------------------ \| ------------------------ \| \| 1. \| Fernando Gaviria \| Quick-Step Floors \| 3h46m30s \| \| \| 2. \| Niccolò Bonifazio \| Bahrain-Merida \| + 0s \| \| \| 3. \| Dylan Groenewegen \| LottoNL-Jumbo \| + 0s \| \| \| 4. \| Andrea Guardini \| UAE Team Emirates \| + 0s \| \| \| 5. \| Magnus Cort \| Orica-Scott \| + 0s \| \| \| 6. \| Max Walscheid \| Team Sunweb \| + 0s \| \| \| 7. \| Matteo Pelucchi \| Bora-Hansgrohe \| + 0s \| \| \| 8. \| Maximiliano Richeze \| Quick-Step Floors \| + 0s \| \| \| 9. \| Roger Kluge \| Orica-Scott \| + 0s \| \| \| 10. \| Grega Bole \| Bahrain-Merida \| + 0s \| \| |                     |                   |          |
| |                     |                   |          |
| Fonte: ProCyclingStats |                     |                   |          |
| Classificação por etapas |                     |                   |          |
| Ciclista | Ciclista            | Equipe            | Tempo    |
| 1. | Fernando Gaviria    | Quick-Step Floors | 3h46m30s |
| 2. | Niccolò Bonifazio   | Bahrain-Merida    | + 0s     |
| 3. | Dylan Groenewegen   | LottoNL-Jumbo     | + 0s     |
| 4. | Andrea Guardini     | UAE Team Emirates | + 0s     |
| 5. | Magnus Cort         | Orica-Scott       | + 0s     |
| 6. | Max Walscheid       | Team Sunweb       | + 0s     |
| 7. | Matteo Pelucchi     | Bora-Hansgrohe    | + 0s     |
| 8. | Maximiliano Richeze | Quick-Step Floors | + 0s     |
| 9. | Roger Kluge         | Orica-Scott       | + 0s     |
| 10. | Grega Bole          | Bahrain-Merida    | + 0s     |

## Classificações finais
As classificações finalizaram da seguinte forma:

### Classificação geral
| \| Classificação geral \| Classificação geral \| Classificação geral \| Classificação geral \| Classificação geral \| \| Ciclista \| Ciclista \| Equipe \| Tempo \| \| \| ------------------- \| ------------------- \| ------------------- \| ------------------- \| ------------------- \| \| 1. \| Tim Wellens \| Lotto-Soudal \| 20h59m49s \| \| \| 2. \| Bauke Mollema \| Trek-Segafredo \| + 6s \| \| \| 3. \| Nicolas Roche \| BMC Racing Team \| + 11s \| \| \| 4. \| Julian Alaphilippe \| Quick-Step Floors \| + 15s \| \| \| 5. \| Ben Hermans \| BMC Racing Team \| + 18s \| \| \| 6. \| Matej Mohorič \| UAE Team Emirates \| + 24s \| \| \| 7. \| Wout Poels \| Team Sky \| + 24s \| \| \| 8. \| Silvan Dillier \| BMC Racing Team \| + 29s \| \| \| 9. \| Rein Taaramäe \| Katusha-Alpecin \| + 29s \| \| \| 10. \| Mekseb Debesay \| Dimension Data \| + 31s \| \| |                    |                   |           |
| |                    |                   |           |
| Fonte: ProCyclingStats |                    |                   |           |
| Classificação geral |                    |                   |           |
| Ciclista | Ciclista           | Equipe            | Tempo     |
| 1. | Tim Wellens        | Lotto-Soudal      | 20h59m49s |
| 2. | Bauke Mollema      | Trek-Segafredo    | + 6s      |
| 3. | Nicolas Roche      | BMC Racing Team   | + 11s     |
| 4. | Julian Alaphilippe | Quick-Step Floors | + 15s     |
| 5. | Ben Hermans        | BMC Racing Team   | + 18s     |
| 6. | Matej Mohorič      | UAE Team Emirates | + 24s     |
| 7. | Wout Poels         | Team Sky          | + 24s     |
| 8. | Silvan Dillier     | BMC Racing Team   | + 29s     |
| 9. | Rein Taaramäe      | Katusha-Alpecin   | + 29s     |
| 10. | Mekseb Debesay     | Dimension Data    | + 31s     |

## Evolução das classificações
| Etapa               | Vencedor            | Classificação geral | Classificação por pontos | Classificação da montanha | Classificação dos jovens | Classificação por equipas |
| ------------------- | ------------------- | ------------------- | ------------------------ | ------------------------- | ------------------------ | ------------------------- |
| 1.ª                 | Fernando Gaviria    | Fernando Gaviria    | Silvan Dillier           | Rémi Cavagna              | Fernando Gaviria         | UAE Emirates              |
| 2.ª                 | Fernando Gaviria    | Fernando Gaviria    | Fernando Gaviria         | Silvan Dillier            | Fernando Gaviria         | UAE Emirates              |
| 3.ª                 | Fernando Gaviria    | Fernando Gaviria    | Fernando Gaviria         | Silvan Dillier            | Fernando Gaviria         | UAE Emirates              |
| 4.ª                 | Tim Wellens         | Tim Wellens         | Fernando Gaviria         | Nicolas Roche             | Julian Alaphilippe       | BMC Racing                |
| 5.ª                 | Dylan Groenewegen   | Tim Wellens         | Fernando Gaviria         | Daniel Oss                | Julian Alaphilippe       | BMC Racing                |
| 6.ª                 | Fernando Gaviria    | Tim Wellens         | Fernando Gaviria         | Daniel Oss                | Julian Alaphilippe       | BMC Racing                |
| Classificação final | Classificação final | Tim Wellens         | Fernando Gaviria         | Daniel Oss                | Julian Alaphilippe       | BMC Racing                |

## UCI World Ranking
O Tour de Guangxi outorgou pontos para o UCI WorldTour de 2017 e o UCI World Ranking, este último para corredores das equipas nas categorias UCI ProTeam, Profissional Continental e Equipas Continentais. As seguintes tabelas são o barómetro de pontuação e os 10 corredores que obtiveram mais pontos:
| Posição             | 1.ª | 2.ª | 3.ª | 4.ª | 5.ª | 6.ª | 7.ª | 8.ª | 9.ª | 10.ª |
| Classificação geral | 300 | 250 | 215 | 175 | 120 | 115 | 95  | 75  | 60  | 50   |
| Por etapa           | 40  | 15  | 6   |     |     |     |     |     |     |      |
| Líder               | 6   |     |     |     |     |     |     |     |     |      |

| Classificação | Classificação      | Classificação     | Classificação | Classificação | Classificação | Classificação |
| Posição       | Ciclista           | Equipa            | Geral         | Etapa         | Líder         | Total         |
| ------------- | ------------------ | ----------------- | ------------- | ------------- | ------------- | ------------- |
| 1.º           | Tim Wellens        | Lotto Soudal      | 300           | 40            | 12            | 352           |
| 2.º           | Bauke Mollema      | Trek-Segafredo    | 250           | 15            | -             | 265           |
| 3.º           | Nicolas Roche      | BMC Racing        | 215           | 6             | -             | 221           |
| 4.º           | Fernando Gaviria   | Quick-Step Floors | 5             | 175           | 18            | 198           |
| 5.º           | Julian Alaphilippe | Quick-Step Floors | 175           | -             | -             | 175           |
| 6.º           | Ben Hermans        | BMC Racing        | 120           | -             | -             | 120           |
| 7.º           | Matej Mohorič      | UAE Emirates      | 115           | -             | -             | 115           |
| 8.º           | Wout Poels         | Sky               | 95            | -             | -             | 95            |
| 9.º           | Silvan Dillier     | BMC Racing        | 75            | -             | -             | 75            |
| 10.º          | Dylan Groenewegen  | LottoNL-Jumbo     | 5             | 61            | -             | 66            |